# Magic Sword
Magic Sword (japanska: マジックソード?), full titel Magic Sword: Heroic Fantasy, är ett  sidscrollande fantasy-arkadspel från Capcom, utgivet 1990. Huvudpersonen är en hjälte som slår sig genom ett torn med svärd och yxa som vapen, samt magi, och tar hjälp av sina vänner, alla med varsin förmåga.
Spelet överfördes 1992 även till SNES, då endast med enspelarläge, och till mobilspel 2008.

### Fotnoter
1. ↑  ”Magic Sword Release Information for SNES - GameFAQs”. Arkiverad från originalet den 2 december 2009. https://web.archive.org/web/20091202203858/http://www.gamefaqs.com/console/snes/data/588461.html. Läst 14 november 2009.
2. ↑  ”Magic Sword review”. Pocket Gamer. http://www.pocketgamer.co.uk/r/Mobile/Magic+Sword/review.asp?c=7047. Läst 14 november 2009.